# Шкрељи
Шкрељи (Шкријељи) су назив за племе и простор сјеверне Албаније, који то племе насељава. Ширењем Османског царства, део племена се преселио у Ругову, почевши од 1700. године, након чега су наставили да мигрирају у регион Санџака (данас у Србији и Црној Гори). Шкрељи су прешли у ислам у 18. веку, док су Шкрељи у Санџаку (познати као Шкријељи) током времена исламизације су били изложени словенизацији, тако да се већина Шкријеља у Санџаку изјашњава Бошњацима. Постоји мањи број породица који су и даље остали у хришћанству што су Ћилерџићи.
Некадашња општина Шкрељ је некада обухвата сва насеља овог племена, а данас су она део општине Велика Малесија. Област Шкреља се на северозападу граничи са племеном Кастрати, на истоку са климентским барјаком Боге и племеном Плани на истоку и са племеном Лохја на југу.
Шкрељи заједно са Хотима, Кељмендијима и Кастратима сматрају се великим племенима у Малесији.

## Етнографија

### Порекло
Постоје различите теорије о пореклу Шкреља. Неколико антрополога и историчара забележило је различите теорије о пореклу племена:
- Према Едит Дурам, Шкрељи су пореклом из Босне.[3]
- Антрополог Картлон Стивенс Кун је забележио предање о пореклу Шкреља који су му испричали Албанци из тог племена. Испричали су му да су дошли из Босне око 1600. године и да су населили село у северној Албанији чије је становништво било убијено, а црква спаљена. Име цркве је било је свети Шен Керли од којег потиче име племена Шкрељи (Шкријељ).[4][5][6]
- Француски конзул Ијаснит Хекуард је забележио да Шкрељи потичу од старе албанске породице у региону Пећи, чији се родоначелник звао Керли.[3]
- Према Франц Нопчу, Шкрељи су се доселили из Новог Пазара, а не из Босне.[7]

## Историја
Име племена је први пут забележено 1416. године као "Шкрељи". Неки други ранији облици који се помињу у документима су Скарглиели (1614. године) и Скриели (1703. године). Име "Скарглиели" помиње Марино Баци 1614. године као део скадарског санџака. Племе је било католичко, имало је 20 кућа и 43 мушкараца са оружјем на челу команде са Ђон Порубом. У касном османском периоду племе Шкрељи се састојало од 180 муслиманских и 320 католичких домаћинстава.
Током албанске побуне 1911. године, 23. јуна албанска племена и други револуционари окупили су се у Црној Гори и израдили меморандум Гече који је захтевао албанска социополитичка и језичка права, меморандум су потписали четири припадника племена Шкрељи. У каснијим преговорима са Османлијама, договорено је да се племена амнестирају и влада да ће изградити једну до две основне школе у нахији Шкрељ и платити плату наставницима који су им додељени.
Пре преласка на ислам у 18. веку, већина Шкреља су били католици, а многи су остали у католицизму све до дан данас, посебно на Косову и југоисточној Црној Гори (Улцињ). Албанци који потичу из овог племена на Косову су углавном задржали албански језик као свој матерњи језик и имају сличне варијанте презимена: (претежно муслимани) и Шкрељ/Шкријеље (претежно католици). С друге стране, потомци племена који исповедају православну веру остали су и дан данас у православљу. Према речима Марка Миљанова њихова слава била је свети Никола 19. децембра.
Иван Јастребов је записао да житељи села Шкрељи (Schrieli) зими силазе до ријеке Бојане до цркве Св. Сергија. Љети њихова стада иду на испаше на планини Величек која им припада.

## Емиграције
Део племена Шкрељ је вероватно био угрожен од осталих племена у Албанији, тако да је емигрирао на различите локације: Црногорско приморје, Санџак и Ругову (лоцирану на северозападном Косову близу града Пећи). Неке од Руговских Шкреља преселили су се на територију Рожаја и Тутина 1700. године након велике сеобе Срба. Основали су село Шкријеље (настављајући да живе у Санџаку, присвојивши вокал јат од словенских језика, презиме се променилo тако да су Шкрељи постали Шкријељи). Касније су населили Доњи Пештер и град Нови Пазар. Шкрељи су наставлили да мигрирају из Ругове на територију Пештера све до 19. века. Великa већинa Шкреља асимилована је од стране словенске популације у региону Санџака. Међутим, у селима Бороштица и Градац на Горњој Пештерској висоравни успели су да до дан данас задрже оригинални албански језик. После Другог светског рата, а посебно почетком југословенских ратова Шкрељи су почели да мигрирају у Западну Европу, Сједињене Америчке Државе и Аустралију.
Данас људи који носе презиме Шкријељ живе на следећим локацијама:
- Црна Гора: Бар, општина Петњица (у селима Дашча Ријека, Јаворово и Муровац), Бијело Поље (у село Ћосовиће), Херцег Нови, Никшић, Подгорица, Рожаје, Тиват и Улцињ.
- Косово:Ђаковица, Косовска Митровица, Пећ и Приштина.
- Србија: Београд, Нови Пазар (такође у селима Пожега и Рајчиновиће), Сјеница (у селима Биоц, Камешница, Међугор и Угао), Темерин и Тутин (у селима Бороштица, Црноча, Градец, Љескова, Набоје, Шароње и Шкријеље).
- Северна Македонија:Скопље (у селима Батинци, Драчево, Инџиково, Љубош, Љубин, Кјојлија, Коњаре, Петровец, Ржаничино), Велес (у селима Црквино и Градско), Прилеп (у селима Десово, Лажани и Житоше) и Тетово.
- Хрватска:Сплит, Сисак и Загреб
- Словенија: Љубљана
- Турска:Истанбул, Анкара, Измит, Измир, Ескишехир и Сакарија (презимена Шкреља у Турској промењена су у Шенијел, Албајирак, Бајрак, Бујукбајрак, Есен (Шемсовић), Санџак, Јенер и Јенибајрак)
- Русија: Москва
- Западна Европа:Аустрија, Белгија, Данска, Енглеска, Француска, Немачка, Италија, Луксембург, Холандија, Шведска и Швајцарска.
- Сједињене Америчке Државе: Њујорк.
- Аустралија

## Галерија
- Поглавар племена Шкрељи 1906. година.
- Мушкарац из племена Шкрељи у Скадру 1906. година
- Група мушкараца из племена Шкрељи, 1906. година.
- Група мушкараца из племена Шкрељи, 1906. година.